# عاشق پاشازاده
درویش احمد (۱۴۰۰–۱۴۸۴)، که بیشتر با نام مستعار عاشق یا نام خانوادگی عاشق پاشازاده شناخته می‌شود، مورخ عثمانی، برجسته تاریخ‌نگاری اولیه عثمانی بود. او از نوادگان شاعر عارف درویش عاشق پاشا (۱۲۷۲–۱۳۳۳) در منطقه آماسیا به دنیا آمد و قبل از رفتن به حج در شهرهای مختلف آناتولی تحصیل کرد و مدتی در مصر ماند و در لشکرکشی‌های مختلف عثمانی شرکت کرد مانند نبرد کوزوو (۱۴۴۸)، سقوط قسطنطنیه و شاهد جشن‌های ختنه مصطفی و بایزید دوم پسران سلطان محمد فاتح بود.

## آثار
اثر اصلی او با دو نام شناخته می‌شود: مناقب آل عثمان و تاریخ آل عثمان. این اثر به تاریخ عثمانی از آغاز دولت عثمانی تا زمان سلطان محمد دوم می‌پردازد. روزشمار امپراتوری عثمانی بین سال‌های ۱۲۹۸ و ۱۴۷۲ است. اثر به خط فارسی-عربی و زبان ترکی عثمانی نوشته شده‌است و تا حدی بر اساس منابع قدیمی‌تر عثمانی است و در وقایعی که وی شخصاً شاهد آن بوده‌است جزئیات بیشتری دارد. کار او مورد استفاده مورخان بعدی عثمانی قرار گرفت و استفاده از آن توسط آنها تبدیل به یک سنت شد.

## انتقاد
به گفته خلیل اینالجق، پاشا زاده در آثارش تفسیر خود از وقایع واقعی را به گونه ای که با پیش فرض‌های خود مطابقت داشته باشد، تغییر داده‌است. برای او معمول بود که به سادگی دو داستان مختلف را با هم ادغام کند تا توصیف جدیدی از نبرد ایجاد کند. برخی از بخش‌های «جهان نامه» نوشته نشری که یکی دیگر از نمایندگان برجسته تاریخ‌نگاری اولیه عثمانی بود، بر اساس آثار پاشا زاده بود.